# Abba Bahrey
Abba Bahrey (አባ ባሕርይ) était un moine, historien et ethnographe éthiopien de la fin du XVIe siècle. Il a écrit en 1593 son œuvre la plus connue, une histoire des groupes Oromos et de leurs déplacements à la fin du XVIe siècle : Zenahu Legalla (ዜናሁ ፡ ለጋላ), « Histoire des Gallas » (terme aujourd'hui considéré comme péjoratif désignant des habitants méridionaux dont les Oromos). Il serait également l'auteur des chroniques de l'empereur Sarsa Dengel.